# Gelber Mittelmeerskorpion
Der Gelbe Mittelmeerskorpion (Leiurus quinquestriatus),  auch Gelber Fünfstreifenskorpion genannt, ist ein Skorpion aus der Familie der Buthidae. Durch sein Gift mit einem LD50-Wert von 0,16–0,50 mg/kg zählt er zu den giftigsten Skorpionen weltweit. Er ist auch für den Menschen gefährlich, ein Stich kann für Kinder tödlich sein.

## Merkmale
Die Art erreicht eine Körperlänge von bis zu 100 Millimetern. Ihr Körper ist strohgelb bis gelborange gefärbt. Charakteristisch für die Art sind jeweils fünf Kiele auf den Tergiten 1 und 2 des Mesosomas. Die Tergite 3 bis 7 besitzen am Rücken drei typische Kiele. Das fünfte Segment des Metasoma ist dunkel gefärbt, bei älteren Tieren kann dieses Merkmal jedoch schwach oder auch nicht ausgeprägt sein.

## Vorkommen und Lebensweise
Die Art ist in Nordafrika, der Türkei und auf der Arabischen Halbinsel verbreitet. Sie lebt in trockenen Wüstengebieten unterschiedlicher Bodenbeschaffenheit, fehlt aber auf Sanddünen. Der Gelbe Mittelmeerskorpion versteckt sich in Ritzen und Spalten und unter Steinen.

## Giftwirkung
Das Wirken des Skorpiongiftes beruht auf verschiedenen Neurotoxinen: Chlorotoxin, Charybdotoxin a und Charybdotoxin b, Scyllatoxin und Agitoxin 1, Agitoxin 2 und Agitoxin 3. Chlorotoxin dient als Ausgangsstoff zur Entwicklung eines Fluoreszenzmarkers, der in der Humanmedizin Anwendung als Marker von primären Hirntumoren findet.

## Belege